# Dolina Smytnia

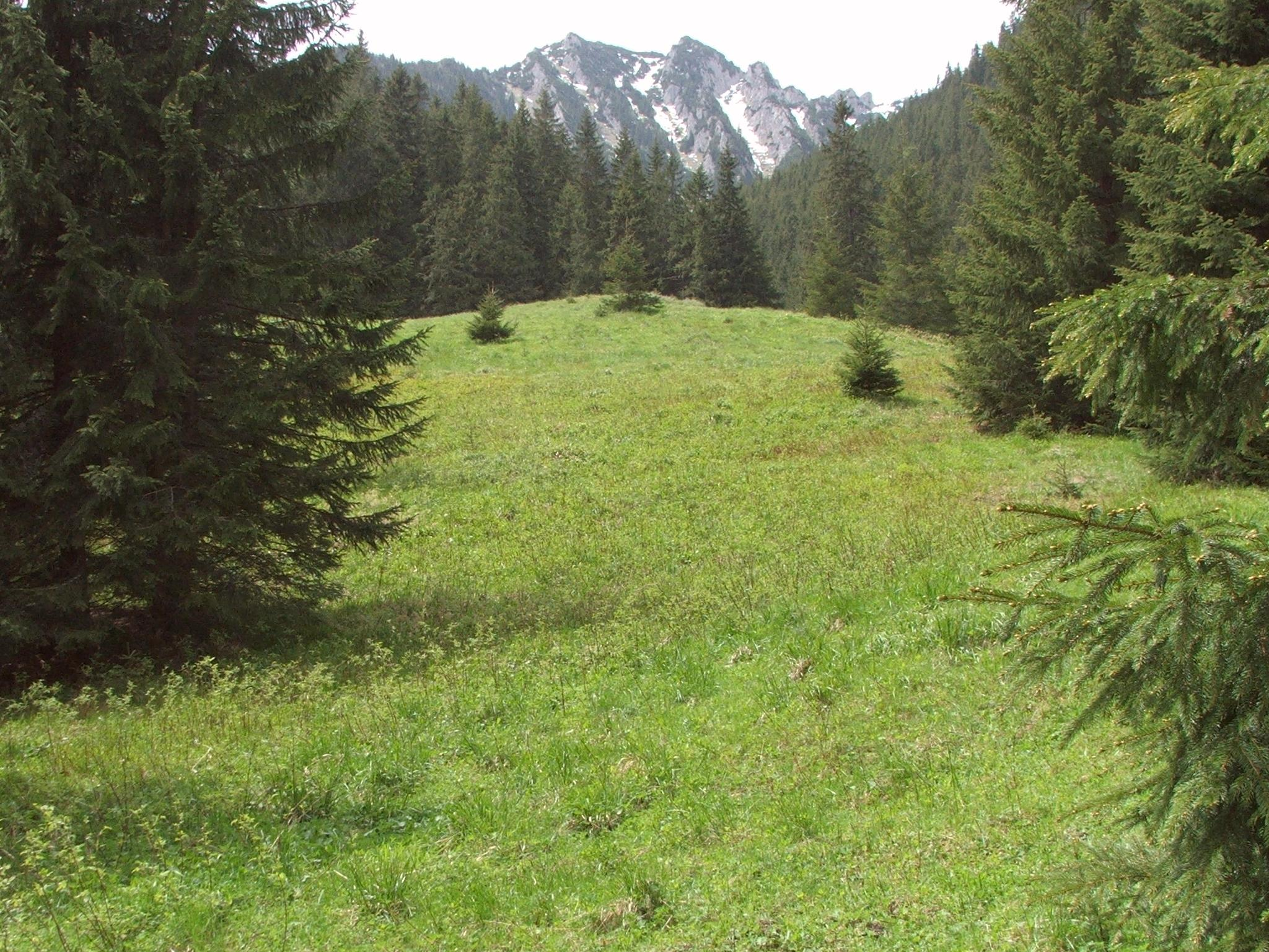
Alm Stara Polana

Die eiszeitlich durch Gletscher geformte Dolina Smytnia ist ein Tal in der polnischen Westtatra in der Woiwodschaft Kleinpolen. Es befindet sich auf dem Gemeindegebiet von Kościelisko im Powiat Tatrzański.

## Geographie
Das Tal ist ein Seitental des Haupttals Dolina Kościeliska und ist von bis zu 1829 Meter hohen Bergen umgeben, u. a. dem Kominiarski Wierch. Die Felswände im Tal sind aus Kalkstein.
Das Tal fällt von Westen nach Osten von ungefähr 1829 Höhenmetern herab. Die Gewässer des Tals fließen unterirdisch. Im Tal gibt es zahlreiche Höhlen, unter anderem Korytarzyk w Czarnych Turniach, Komórka nad Smytnią, Szczelina w Uwozisku, Koliba w Smytniej, Jaskinia pod Głazem, Jaskinia w Kosówkach und Jaskinia Smytnia.

## Etymologie
Der Name lässt sich übersetzen als „Tal des Baumstämme-Transports“. Der Name rührt daher, dass die im Tal geschlagenen Bäume über die steilen Hänge in das Tal Dolina Kościeliska herabgelassen wurden.

## Flora und Fauna
Das Tal liegt oberhalb und unterhalb der Baumgrenze und wird im oberen Bereich von Bergkiefern und im unteren Bereich von Nadelwald bewachsen. Das Tal ist Rückzugsgebiet für zahlreiche Säugetiere und Vogelarten.

## Klima
Im Tal herrscht Hochgebirgsklima.

## Almwirtschaft
Vor der Errichtung des Tatra-Nationalparks im Jahr 1954 wurde das Tal für die Almwirtschaft genutzt. Danach wurden die Eigentümer der Almen enteignet bzw. zum Verkauf gezwungen. Die größte Alm im Tal war die Hala Smytnia. Im Tal befinden sich noch alte Almhütten.